# Cryptaranea subalpina
Cryptaranea subalpina är en spindelart som beskrevs av Court och Forster 1988. Cryptaranea subalpina ingår i släktet Cryptaranea och familjen hjulspindlar. Inga underarter finns listade i Catalogue of Life.